# Filippo V di Macedonia
Filippo V il Macedone (238 a.C. – 179 a.C.) è stato re di Macedonia dal 221 a.C. al 179 a.C..
Figlio di re Demetrio II Etolico e della principessa epirota Ftia, salì al trono alla morte del suo tutore e cugino, Antigono Dosone.
Parteggiò per la Lega achea nella guerra contro la Lega etolica.
Nel 215 a.C., durante la seconda guerra punica, strinse un'alleanza con Annibale, in opposizione all'espansione romana nella parte orientale del Mediterraneo. Non appena Roma ebbe riaffermato la propria supremazia su Cartagine, fu decisa una ritorsione militare contro re Filippo, dando così inizio alla prima guerra macedone, conclusasi nel 205 a.C. con la pace di Fenice.
Sconfitto nella battaglia di Cinocefale nel 197 a.C. dovette ritirarsi dalla Grecia.

## Biografia

### Origini
Figlio di Demetrio II, perse il padre quando era solo un infante e pertanto il trono fu assunto dallo zio, Antigono III il quale, tuttavia, fu sollecito degli interessi del nipote e lo considerò sempre come proprio successore, sebbene avesse dei figli. Sentendo vicina la propria morte a causa di una malattia, Antigono predispose un consiglio di tutori esperti per il giovane e gli affiancò come mentore Arato di Sicione, grande uomo di stato della Lega Achea. Nel 221 a.C., quando Antigono morì, Filippo, ormai diciassettenne, gli succedette sul trono senza alcuna opposizione.

### Macedonia all'ascesa di Filippo
La Macedonia si trovava tra l'Illiria e la Tracia e a nord della Grecia, sulle cui città-stato rivali e ribelli mantenevano una precaria egemonia. Essa era pari alle altri grandi potenze di Egitto e Siria che dominavano la costa orientale del Mar Mediterraneo. In Asia e in Grecia, piccoli re e città costituivano un mutevole mosaico di alleanze, e periodicamente le loro guerre coinvolgevano i paesi confinanti.
Spesso questi staterelli si univano per approfittare di un qualsiasi segno di debolezza da parte delle grandi potenze, e le tribù barbare erano pronte a lanciarsi in incursioni e saccheggi oltre il confine settentrionale non appena l'esercito macedone abbassava la guardia: in questo quadro la Macedonia era un paese prospero, anche perché poteva contare su una maggiore solidità statale.
Non bisogna, inoltre, trascurare il fatto che Filippo aveva potuto contare sulla prudente ed al contempo vigorosa amministrazione dello zio il quale era riuscito a sconfiggere i Dardani, a rafforzare il dominio macedone sulla Tessaglia ed infine aveva acquisito il rispetto degli Achei grazie al suo intervento nella Guerra Cleomenea.
Infine, Filippo fu rapido ad assumere il controllo degli affari pubblici prima garantendo a diversi amici e sodali importanti cariche pubbliche, e tra questi Apelle ottenne l'incarico di reggente, ma, in seguito, in modo del tutto autonomo. Lo stesso Apelle, infatti, non mantenne a lungo il potere e fu messo da parte con il figlio e altri seguaci (Leonzio, Megalea e Tolomeo) quando fu accusato dal sovrano di tradimento ed intelligenza con gli Etoli, nemici del re.

### Campagna contro gli Etoli

La Macedonia nel 200 a.C. circa

Convinti che Filippo non fosse altro che un giovane ed inesperto, gli Etoli decisero di attaccare gli Achei nel Peloponneso; costoro si appellarono al re macedone ma Filippo adottò una strategia estremamente prudente: in un primo momento si limitò ad inviare distaccamenti a saccheggiare il territorio nemico, poi, dopo che gli Etoli ebbero sconfitto gli Achei presso Cafiae, invase il Peloponneso con considerevoli forze e si acquartierò a Corinto.
A Corinto, presiedette un congresso cui parteciparono rappresentanti degli Achei, Beoti, Focesi, Acarniani, Messeni e degli Epiroti che, concordemente, dichiararono guerra agli Etoli, affiancati dagli Elei e dagli Spartani; ottenuto tale consenso, Filippo V fece ritorno in Macedonia per prepararsi allo scontro definitivo.
Giunto in Macedonia, Filippo concluse un trattato di pace con gli Illiri, poi, nella primavera del 219 a.C., entrò in Epiro con un esercito di 15.000 soldati e 800 cavalieri ove ottenne rinforzi dagli Epiroti, poi, invase l'Etolia e conquistò diverse piazzeforti, tra cui l'importante città di Ambracia oltre a numerosi villaggi di frontiera. Poco dopo, tuttavia, la Macedonia fu invasa dai Dardani e Filippo fu costretto a lasciare parte dell'esercito a svernare in Tessaglia, inviandone un secondo distaccamento a presidiare le frontiere settentrionali.

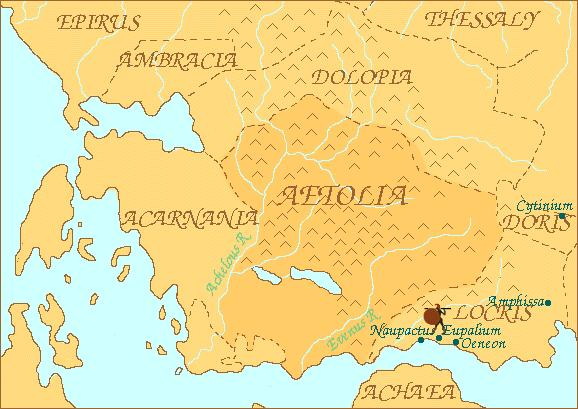
L'antica regione dell'Etolia.

Nell'inverno del medesimo anno, ottenuti rinforzi dagli Achei, Filippo si presentò improvvisamente a Corinto cogliendo completamente di sorpresa le truppe radunate dagli Etoli e dagli Elei: dopo un breve assedio, il re macedone conquistò la fortezza di Psofi, avanzò senza incontrare resistenza fino ad Elea conquistando interamente le fertili pianure dell'Elide. Ottenuti tali successi, si ritirò ad Argo ove rimase per il resto dell'inverno.
Nella primavera del 218 a.C., Filippo decise di conquistare la strategica isola di Cefalonia ma non riuscì ad espugnare la città di Palae per il tradimento di uno dei suoi ufficiali. Costretto ad abbandonare l'impresa, sbarcò improvvisamente nel Golfo di Ambracia onde proseguì fino al cuore dell'Etolia la cui capitale, Thermo, fu completamente saccheggiata e distrutta; da Thermo si ritirò al Golfo di Ambracia senza che gli Etoli riuscissero a sbarrargli la strada.
Dopo aver portato terrore agli Etoli, Filippo tornò a Corinto per punire gli Spartani i quali si erano alleati con gli Etoli: con l'appoggio di forze achee, Filippo invase la Laconia, saccheggiò le pianure vicino a Sparta, avanzò fino a Capo Malea e nel ritorno sconfisse le truppe spartane ed il loro sovrano, Licurgo.
A seguito di questi successi, gli Etoli ed i loro alleati chiesero la pace tramite la mediazione degli abitanti di Chio e di Rodi ma Filippo, che, dopo essere avanzato fino a Tegea, era tornato in Macedonia, rifiutò; nella primavera del 217 a.C., il re invase la Peonia, espugnò la fortezza di Bilazora (strategicamente importante poiché controllava le strade tra la Macedonia, la Tessaglia e l'Epiro) donde avanzò fino in Tessaglia. Alcuni mesi dopo, al tempo delle celebrazioni dei Giochi Nemei ad Argo, nel momento in cui era giunta in Grecia la notizia della battaglia del lago Trasimeno, Filippo stipulò un trattato con i Chii, i Rodii e Tolomeo IV Filopatore e concluse le ostilità con gli stati greci.

### Alleanza con Annibale
Dopo aver sconfitto gli Etoli e consolidato i confini del proprio regno, Filippo,  volse il proprio sguardo verso occidente ove la Repubblica romana era impegnata, con esiti al momento disastrosi, a fronteggiare la minaccia di Annibale che avrebbe certamente guardato favorevolmente ad una alleanza in funzione anti-romana.
Tali progetti furono, peraltro, influenzati notevolmente dall'opera di uno dei consiglieri del sovrano, l'ex re illirico Demetrio di Faro, il quale si era rifugiato alla corte macedone dopo che fu sconfitto da Roma nella Seconda guerra illirica. Infatti, mentre Filippo era impegnato contro gli Etoli, un messaggero comunicò a Filippo la notizia della vittoria di Annibale sui romani nella battaglia del lago Trasimeno nel giugno 217 a.C.: in un primo momento il sovrano mostrò il messaggio solo a Demetrio, che, probabilmente vedendo la possibilità di riconquistare il regno perduto, gli consigliò di addivenire immediatamente ad una pace con gli Etoli ed aggiunse:
(Polibio, Storie, V, 101)
Filippo, bramoso di ricreare l'impero, fu subito convinto dalle parole di Demetrio, firmò la pace con gli Etoli e cominciò a pianificare la spedizione contro Roma.

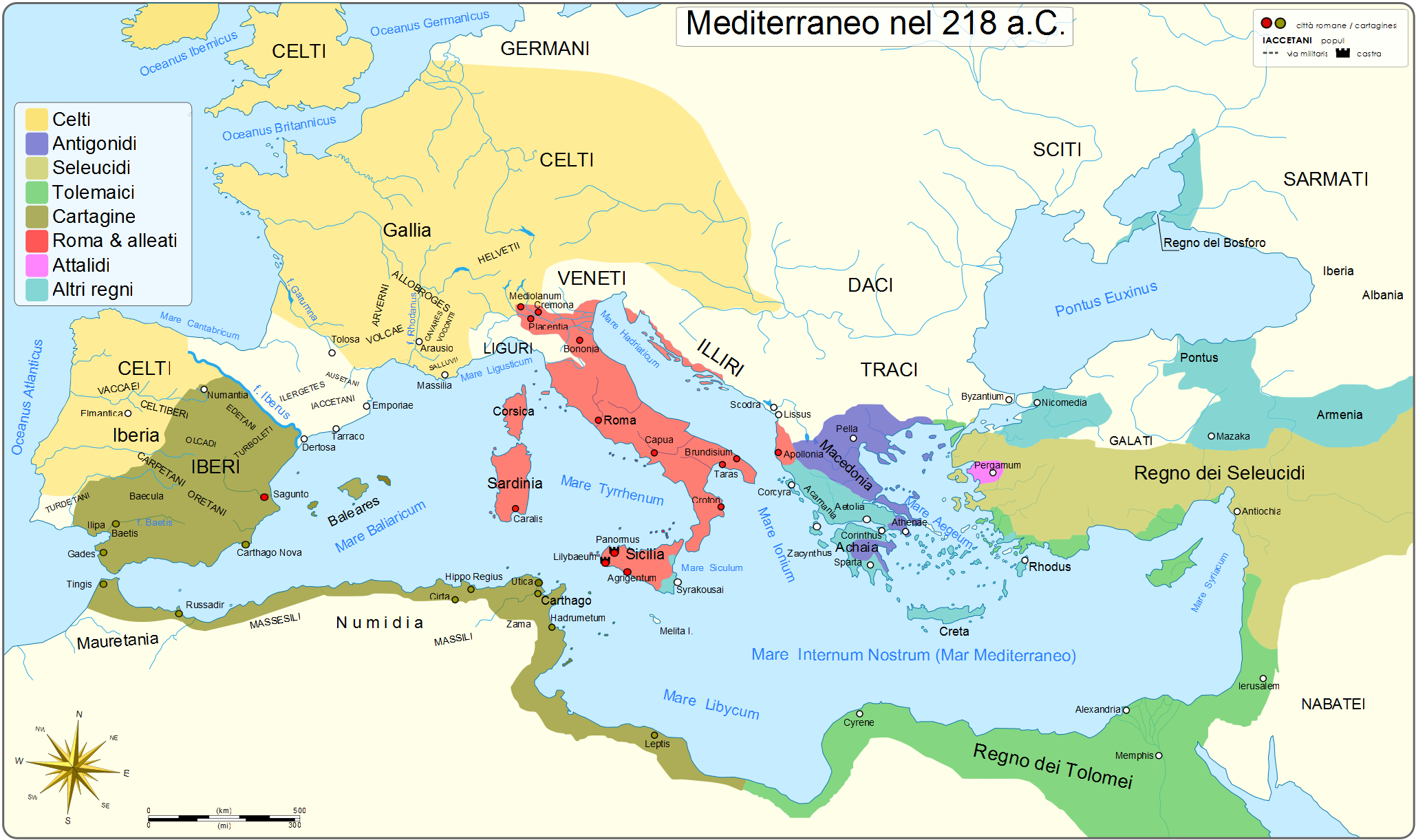
Scenario geopolitico dell'intero bacino del Mediterraneo alla vigilia della seconda guerra punica.

Nell'inverno tra il 217 ed il 216 a.C., Filippo diede ordine ai cantieri navali di armare una flotta di 100 navi e fece cominciare l'addestramento degli equipaggi, impresa che quasi nessun re macedone aveva mai compiuto in precedenza; tale flotta, composta principalmente dai lembi, piccole imbarcazione tipiche degli illiri, non avrebbe mai potuto impegnare in uno scontro diretto la marina romana ma in ogni caso avrebbe potuto trasportare le truppe, qualora la flotta romana fosse lontana.
Nel frattempo, Filippo intraprese una spedizione contro gli Illiri conquistando la regione fino alle valli solcate dai fiumi Apsus e Genusus (l'odierno Shkumbini in Albania) che intendeva usare come basi d'appoggio per poter inviare rapidamente rinforzi, una volta che fosse sbarcato in Italia.
All'inizio dell'estate, Filippo ritenne che fosse ormai giunto il momento per lo sbarco e comandò pertanto alla sua flotta di radunarsi ad Apollonia; tuttavia, mentre la marina macedone costeggiava l'isola di Saseno, il sovrano ricevette la notizia dell'arrivo della flotta romana diede l'ordine di ritirarsi; in realtà la flotta avversaria era composta da 10 navi e, dando l'ordine della ritirata, il re aveva perso la migliore occasione oltre che parte della reputazione.
Umiliato ma non domato, Filippo inviò messaggeri per contattare Annibale con il quale concluse un trattato di alleanza (215 a.C.) i cui termini sono riportati in tale modo da Tito Livio:
(Tito Livio, Ab Urbe condita, XXXIII, 33.)
I Romani, tuttavia, entrarono in possesso di una copia del trattato e presero le opportune contromisure, dichiarando guerra al sovrano macedone (214 a.C.): inviarono una flotta a pattugliare l'Adriatico e, quando seppero che Filippo aveva posto d'assedio la città di Apollonia, inviarono in aiuto degli assediati 2.000 soldati e poi il pretore, Marco Valerio Levino. Il re macedone, sorpreso da un attacco notturno presso Apollonia, fu messo in fuga, riparando in Macedonia con un esercito pressoché disarmato.
Negli anni seguenti, Filippo continuò la sua spedizione in Illiria conquistando diverse città e piazzeforti mentre i Romani iniziarono a tessere una rete diplomatica con i vari stati greci in modo da imbrigliare Filippo; ben presto gli Etoli, l'Elide, Sparta, Messene, Scerdilaiede, re di Tracia e Attalo I di Pergamo aderirono all'alleanza anti-macedone.
La nascita di questa coalizione segnò la fine delle ambizioni italiche di Filippo il quale dovette affrontare contemporaneamente gli Etoli, Pergamo e Roma mentre i suoi alleati achei venivano sottoposti all'offensiva degli Spartani.
In ogni caso, Filippo, sebbene avesse perduto l'isola di Egina e parte della Focide, riuscì a sconfiggere per due volte gli Etoli presso Lamia costringendoli a ritirarsi; furono, quindi avviate delle trattative di pace ma il tentativo fallì.
La guerra riprese, sempre incerta: Filippo respinse gli attacchi romani in Epiro ma subì gli attacchi degli Illiri mentre la flotta congiunta romano-pergamena continuava ad avanzare e a conquistare i possedimenti insulari macedoni, praticamente circondati dai nemici. Filippo, tuttavia, riuscì a reagire: infatti, essendo venuto a sapere che le truppe pergamene, di stanza ad Opus nella Locride, si erano divise da quelle romane, decise di attaccarle riuscendo a costringere Attalo I di Pergamo a ritirarsi nei suoi possedimenti.
Nel 206 a.C., gli Etoli, abbandonati da Pergamo e lasciati soli dai Romani che avevano ritirato il grosso delle loro forze per concentrarlo in Africa, firmarono una pace con Filippo; poi, nella successiva primavera 35.000 soldati romani, sotto la guida del console Publio Sempronio Tuditano, sbarcarono in Epiro ove tentarono, senza successo, di riconquistare alcune città e di spingere gli Etoli contro il re macedone.
A questo punto, privi di alleati ma, avendo prevenuto il pericolo di uno sbarco di Filippo in Italia in appoggio ad Annibale, i Romani intrapresero dei negoziati con il re macedone che si conclusero con la Pace di Fenice che confermava lo status quo.

### Guerra contro Rodi
Dopo aver appena concluso le ostilità con Roma, Filippo decise di espandere il proprio controllo marittimo sull'Egeo sottomettendo la città-stato di Rodi; a tale scopo il re macedone strinse alleanza con Sparta, gli Etoli e due città cretesi Ierapetra e Olous affinché costoro inviassero flotte corsare contro le navi rodiee. Non contento di ciò, stipulò un trattato di alleanza con Antioco III di Siria proponendogli di ripartirsi le spoglie del regno tolemaico: ad Antioco sarebbero andate Egitto e Cipro, Filippo avrebbe incamerato Cirene, le Cicladi e la Ionia.
Ottenuti tali appoggi, Filippo assediò e annetté le città di Lisimachia e Calcedone (alienandosi i consensi degli Etoli che erano alleati con queste città), proseguì fino a Cio in Bitina che fu saccheggiata ed i suoi abitanti venduti come schiavi e sulla via del ritorno riservò lo stesso destino a Taso, per quanto si fosse arresa.
Subito dopo, Filippo, in ossequio al trattato stipulato con Antioco III, attaccò i possedimenti egiziani, catturandone la flotta di stanza a Samo, per poi procedere fino a Chio: i Rodii, tuttavia, alleatisi con Pergamo, Bisanzio e Cizico, inviarono a Chio una poderosa flotta di soccorso bloccando quella macedone, numericamente superiore, Filippo decise di accettare lo scontro ma la battaglia fu un completo disastro.
Avendo perso gran parte della marina, Filippo decise di tentare una campagna terrestre: avanzò fino in Misia e ne saccheggiò il contado ma non poté assediare Pergamo; poi, il re macedone avanzò fino in Caria ove conquistò le città di Primasso, Iasos, Bargilia, Euromo e Cauno, un tempo possedimento rodio. Mentre Filippo era impegnato in Caria, gli Ateniesi attaccarono navi pirata dell'Acarnania, alleati della Macedonia, inducendo il sovrano ad inviare una spedizione punitiva contro Atene che depredò e avanzò fino alle mura di Atene quando fu bloccata dagli ambasciatori romani presenti in città.

Mappa del Chersoneso Tracico, uno dei principali obbiettivi della politica espansionistica di Filippo V.

Dopo gli scontri presso Atene, Filippo decise di conquistare il Chersoneso tracico, possedimento Egiziano, che cadde senza eccessive resistenze; a questo punto il re macedone pose sotto assedio la città di Abido che, dopo una dura resistenza, decise di arrendersi.
Ad Abido Filippo fu informato di un ultimatum del senato romano che gli imponeva di cessare immediatamente le ostilità contro i Greci, a sottoporre ad arbitrato la propria condotta ed infine a non interferire nei domini dei Tolomei. Filippo, attaccò di nuovo Atene, Roma decise di dichiarare guerra a Filippo che, a tal punto, chiuse il conflitto con Rodi e si ritirò in patria.

### Guerra contro Roma
Nel 199 a.C., il console Publio Sulpicio Galba Massimo sbarcò presso Apollonia, ottenne il sostegno di diversi principi illirici ed avanzò nell'Epiro settentrionale ove Filippo decise di dare battaglia: ad Octopholus i Romani ebbero la meglio ma in ogni caso la campagna fu costellata da piccole schermaglie con poche perdite e senza esiti certi.
Dopo diversi mesi di stasi, gli Etoli si unirono ai Romani ed avanzarono verso la Tessaglia mentre i Dardani invasero la Macedonia da Nord; Filippo decise di sganciarsi da Sulplicio, si ritirò in Macedonia ove inviò un'armata, guidata da Atenagora, contro i Dardani mentre lui stesso prese il comando di un secondo contingente e contrattaccò gli Etoli: Atenagora sconfisse gli Illiri mentre Filippo, cogliendo completamente di sorpresa gli Etoli, distrusse il loro esercito senza che le truppe romane potessero portare soccorso all'alleato.
L'anno seguente, mentre il nuovo console, Publio Villio Tappulo, era impegnato a fronteggiare un ammutinamento delle proprie truppe, Filippo decise di continuare la sua offensiva contro gli Etoli ed assediò la città di Thaumaci in Tessaglia ma, non avendo ottenuto successo, si ritirò in Macedonia a svernare.

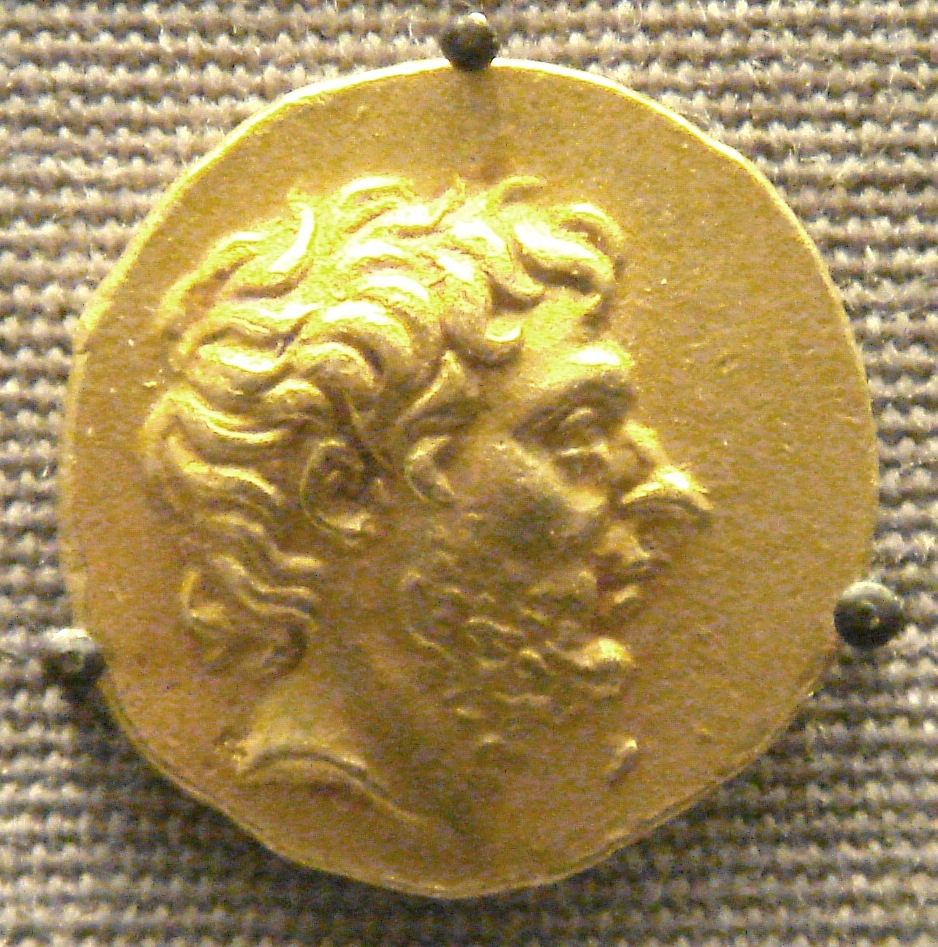
Tito Quinzio Flaminino in una moneta conservata al British Museum.

In primavera, il console Tappulo tentò un'offensiva contro Filippo attraverso il passo di Antigoneia ma Filippo lo prevenne e respinse con successo l'attacco romano; essendo ormai scaduto il mandato, il console rientrò a Roma e fu sostituito da Tito Quinzio Flaminino.
All'arrivo di Flaminino, Filippo tentò la carta del negoziato ma, poiché il console aveva richiesto che il Re abbandonasse la Grecia, compresa la Tessaglia, possesso macedone da decenni, Filippo fece cadere i negoziati ed il conflitto riprese.
Poco tempo dopo, Flaminino, venuto a conoscenza di un secondo passaggio di montagna, non presidiato, inviò un distaccamento di soldati che, aggirando le posizioni macedoni, le colse di sorpresa fino ad indurre Filippo ad abbandonare le posizioni presso Antigoneia e a ritirarsi in Tessaglia.
A questo punto, il teatro della guerra si spostò in Tessaglia ove Flaminino conquistò e distrusse la città di Faloria per poi avanzare in Focide mentre diverse città della Lega achea, antico alleato macedone, decisero di schierarsi con i Romani. Filippo, allora, decise di riprendere i negoziati e partecipò ad un congresso, tenuto a Nicea, in Locride, ove ottenne una tregua di due mesi e la possibilità di inviare ambasciatori al Senato per proseguire i negoziati, dietro l'obbligo di sgomberare le città che ancora presidiava in Focide e Locride.
Il Senato impose a Filippo di sgomberare le fortezze in Grecia ed il re, sebbene consapevole dell'inferiorità numerica, formò un'alleanza con Nabide, re di Sparta e decise di affidarsi comunque alle armi.
Nella primavera del 197 a.C., Flaminino, rafforzato dai contingenti greci, avanzò fino alle Termopili e poi a Fere ove la sua cavalleria sconfisse quella di Filippo: il destino del Macedone si compì a Cinocefale, presso Farsalo, dove alcune colline a forma di teste canine danno il nome alla località.
La maggiore flessibilità del manipolo romano si rivelò decisiva contro la serrata falange macedone e una volta che i Romani si trovarono con le loro corte spade in mezzo all'esercito nemico per i Macedoni non vi fu più alcuna chance: Filippo perse tra gli 8000 e i 10000 uomini e altri 5000 furono fatti prigionieri. Il re dovette chiedere nuovamente a Flaminino i termini della resa, questa volta accettando l'abbandono della Grecia, la riduzione degli effettivi dell'esercito e la consegna del figlio Demetrio, come ostaggio; Filippo, per non perdere il trono, accettò.

### Alleato di Roma

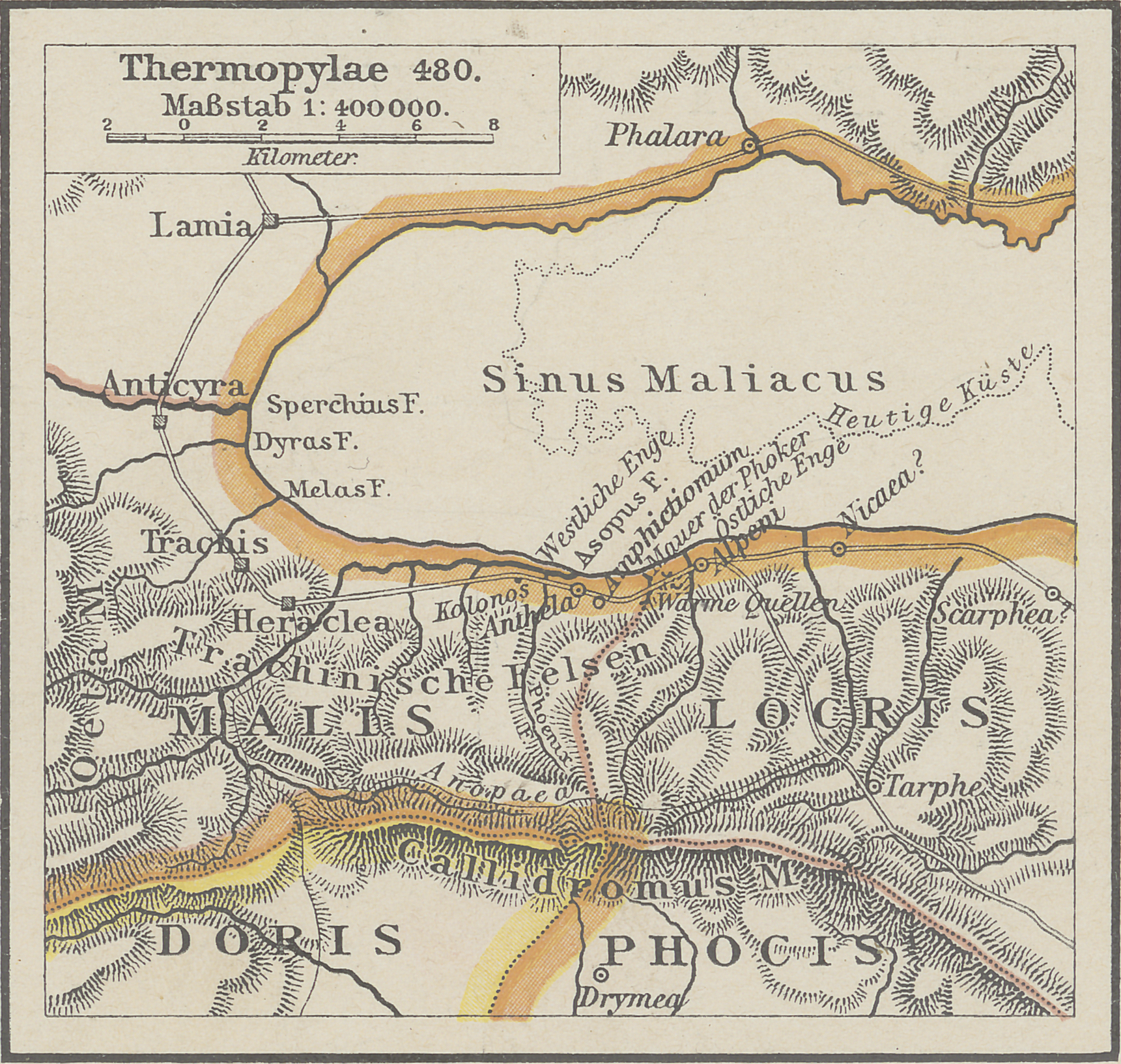
Il teatro delle operazioni della campagna del 191 a.C., compreso il sito della battaglia delle Termopili.

In ogni caso, dopo il 196 a.C., mantenne relazioni positive con Roma: l'anno seguente, infatti, la Macedonia partecipò al consiglio di Corinto ove era in discussione la possibilità di dichiarare guerra a Nabide appoggiando apertamente l'opzione militare ed inviando in sostegno a Flaminino 1.500 soldati e 400 cavalieri tessali.
Il sostegno macedone a Roma fu confermato nel 192 a.C. quando il re di Siria, Antioco III e la lega etolica, entrarono in ostilità contro Roma.
Infatti, non appena Antioco III invase la Tessaglia, antico possedimento di Filippo, questi, timoroso di essere accerchiato tra i siriani e gli etoli, decise di inviare messaggeri al console Manio Acilio Glabrione e di stipulare un'alleanza difensiva contro i siriani.
L'anno seguente, Filippo V, accompagnato dal pretore Marco Bebio Tamfilo, invase la Tessaglia costringendo Antioco III a ritirarsi a Calcide mentre il re macedone poneva sotto assedio la piazzaforte Pelinna che, infine, cadde con l'arrivo delle truppe di Glabrione.
Nei mesi seguenti, Filippo V continuò a sostenere le truppe romane e la sua condotta fu premiata quando, a seguito della vittoria alle Termopili, il Senato decise di liberare Demetrio; con la ritirata di Antioco III, Filippo V e Glabrione invasero i territori degli Etoli ed il re macedone riottenne il dominio sull'intera Tessaglia.
Nel corso dei due anni seguenti, mentre i romani erano impegnati in Asia Minore contro i Seleucidi, Filippo V non solo assicurò ai Romani un passaggio sicuro attraverso i suoi territori ma li provvide di viveri e rifornimenti e continuò la guerra contro gli Etoli con alterna fortuna: infatti, nel 188 a.C., gli Etoli respinsero le truppe macedoni ed il re dovette richiedere aiuto al console Marco Fulvio Nobiliore che, dopo aver assediato Ambracia, ottenne la resa definitiva della lega etolica.
In ogni caso, Filippo non si fermò ed intraprese diverse spedizioni in Tracia (tra cui le importanti città di Aenus e Maroneia) e nella Tessaglia meridionale che, tuttavia, impensierirono il re di Pergamo, Eumene II il quale decise di informare il Senato: Roma impose a Filippo di rinunziare a queste conquiste e di ritornare ai confini concessi da Glabrione o avrebbe subito un nuovo intervento romano; furibondo (della sua furia, furono vittima gli abitanti di Maroneia che furono massacrati), ma impotente, il re ottemperò alle richieste.

### Gli ultimi anni e la morte

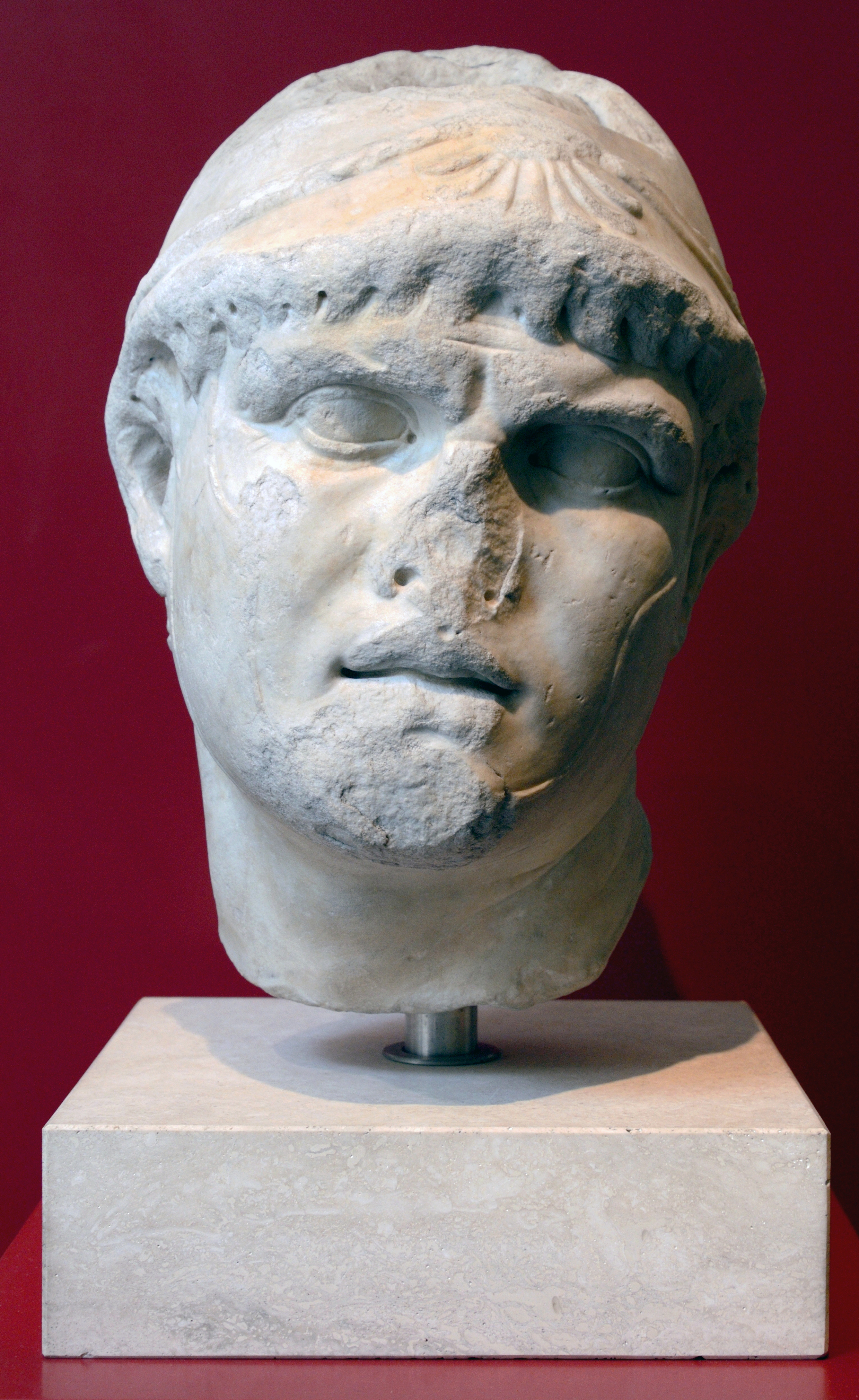
Filippo V, copia romana di età adrianea di originale ellenistico.

In tali circostanze, Filippo decise di inviare il figlio Demetrio a Roma per inoltrare le sue proteste al Senato; il principe fu ricevuto con tutti gli onori ed ottenne una distensione dei rapporti tra Roma e la Macedonia
L'ambasciata, tuttavia, creò forti contrasti tra Demetrio ed il figlio primogenito del re, Perseo e tali dispute contribuirono a rendere sempre più amari i giorni del re: Filippo, ben presto, divenne preda della paura di congiure ed intrighi contro la sua persona ed il suo regno e si incrudelì.
Il re decise di intraprendere una spedizione contro i Peoni: Perseo, allora, approfittando della momentanea assenza del fratello minore, fece stilare lettere false con le quali fece credere al padre che Demetrio fosse coinvolto in un complotto con Roma per soppiantarlo; Filippo mise a morte Demetrio ma poi venne a sapere degli intrighi del suo figlio primogenito e fu sconvolto dal dolore e dal rimorso.
Ormai malato, il re si ritirò ad Anfipoli ove provvide a diseredare Perseo in favore del proprio cugino Antigono (figlio di Echestrate, fratello di Antigono III Dosone); morì poco dopo, nell'inverno del 179 a.C., di dolore e crepacuore, maledicendo il figlio Perseo. Aveva regnato per 42 anni. Perseo, dopo aver fatto giustiziare Antigono, prese il potere.

## Giudizio storico
Gli storici antichi, in particolare Polibio e Tito Livio, hanno lasciato un ritratto in chiaroscuro del sovrano che viene descritto come persona dotata di grandi virtù e di vizi altrettanto grandi: era un abile comandante, carismatico, generoso, coraggioso nell'azione, eccellente parlatore, estremamente dignitoso e regale e al contempo, rigido fino alla crudeltà, sospettoso, piuttosto licenzioso e dedito al bere.
Quanto ai suoi obiettivi a lungo termine, essi sfuggirono nel corso degli anni al re macedone : infatti, le sue campagne militari iniziali permisero una forte espansione del Regno di Macedonia ma, indussero Roma e gli altri stati ellenistici a coalizzarsi contro di lui; inoltre, la sua indole tendente alla crudeltà ed al sospetto (specialmente negli ultimi anni) resero vana ogni speranza di acquistare il favore dei Greci, fattore che sarebbe stato determinante nel declino del regno.